# Saukam Khoy

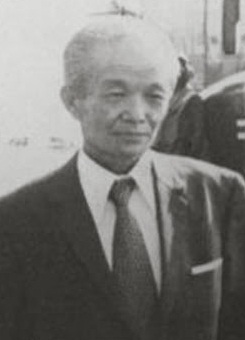
General Saukham Khoy

General Saukam Khoy (Khmer សូកាំ ខូយ; * 2. Februar 1915; † 14. November 2008 in Stockton, Kalifornien) war ein kambodschanischer Politiker und Soldat. Er war kurzfristig Staatsoberhaupt der Republik Khmer, deren Regime durch die Roten Khmer 1975 gestürzt wurde.

## Leben
Khoy wurde am 2. Februar 1915 im unter französischem Protektorat stehenden Königreich Kambodscha geboren und trat 1940 im Alter von 25 Jahren in die königliche Armee ein. Er erreichte 1953 den Rang eines Oberstleutnants und später den eines Generalleutnants. Im Jahr 1972 wurde er Präsident des Senats der Republik Khmer.
Er trat sein Amt als Staatsoberhaupt der Republik Khmer am 1. April 1975 an, als ein tränenüberströmter Präsident Lon Nol auf Einladung seines Freundes, des indonesischen Präsidenten Suharto, mit seiner gesamten Familie „vorübergehend“ nach Bali in Indonesien ausreiste.
Nachdem die Mitarbeiter der amerikanischen Botschaft und Präsident Saukam Khoy während der Operation Eagle Pull am 12. April die Hauptstadt Phnom Penh verlassen hatten, übernahm ein siebenköpfiges Komitee, angeführt vom Generalleutnant Sak Sutsakhan, die Herrschaft über die kollabierende Republik.
Khoy ließ sich in den Vereinigten Staaten nieder und starb im Alter von 93 Jahren in Stockton, Kalifornien am 14. November 2008.